# Air Jukung
Air Jukung is een bestuurslaag in het regentschap Banka van de provincie Bangka-Belitung, Indonesië. Air Jukung telt 7523 inwoners (volkstelling 2010).